# Hadena v-album
Hadena v-album är en fjärilsart som beskrevs av George Francis Hampson 1891. Hadena v-album ingår i släktet Hadena och familjen nattflyn. Inga underarter finns listade i Catalogue of Life.